# Isabella Parasole
Isabella Parasole ou Elisabetta Parasole Catanea, née à Bergame à la fin du XVIe siècle et morte au début du XVIIe siècle à Rome, est une dessinatrice et graveuse italienne, active de 1597 à 1617.

## Biographie
La date de naissance d'Isabella Parasole est incertaine : vers 1570, 1575 ou 1580, tout comme celle de son décès : le 12 mai 1617,, vers 1620 ou 1625. Elle est la sœur de Geronima Parasole.
Isabella Parasole est la femme de Leonardo Norsini (en), qui prend le nom de Parasole, plus distingué, après leur mariage,. Cette artiste semble s’être occupée surtout d’art décoratif : on connaît d'elle des gravures sur bois destinées à des herbiers, sous la direction du Prince Ceci, d’Aqua Sparta,.
Elle publie un livre sur la fabrication des dentelles et des broderies qu’elle orne de gravures sur bois d’après ses dessins,.